# Trachypetrella anderssonii
Trachypetrella anderssonii är en insektsart som först beskrevs av Carl Stål 1875.  Trachypetrella anderssonii ingår i släktet Trachypetrella och familjen Pamphagidae.

## Underarter
Arten delas in i följande underarter:
- T. a. minor
- T. a. anderssonii